# Осада Валансьена (1676—1677)
Осада Валансьена — осада французской армией города Валансьен в ходе Голландской войны, завершившаяся падением города. Переход Валансьена под контроль Франции закрепили Нимвегенские мирные договоры.

## Предыстория
После смерти Анри Тюренна в битве при Зальцбахе французская армия отступила на запад и пересекла Рейн. Людовик XIV назначил принца Конде его преемником. Конде смог остановить продвижение имперского командующего Раймунда Монтекукколи и занял Агно и Саверн. Мучимый подагрой Конде ушел в отставку и отправился в своё имение в Шантийи, однако боевые действия не прекратились.

## Приготовления
В ноябре 1676 года маркиз Лувуа осадил город Валансьен. Для предотвращения помощи городу от испанцев французы осадили также Сент-Омер и Камбре.
Валансьен был хорошо укреплен. Защитники затопили окрестности и находились в ожидании подкреплений. Перелом в осаде наступил, когда к Валансьену подступил Людовик XIV в сопровождении своего брата и маршалов де Кревана, Шомберга, Ла-Фёйяда и Лоржа. Вобан командовал операцией.
Вопреки советам маршалов и к удивлению короля, Вобан выступил за дневную атаку, чтобы застать противника врасплох и не дать врагу времени отдохнуть от ночного бдения.

## Штурм
17 марта в 9:00 утра две роты мушкетёров, сто гренадеров, батальон гвардии и Пикардийский полк начали атаку на позиции защитников города. Мушкетёры опустили подъемный мост и вошли в город, захватывая один дом за другим. Экстренно созванный городской совет отправил депутацию к королю с предложением переговоров о капитуляции.